# Ignatius Johannes Stracké
Ignatius Johannes Stracké (Dorsten, 1789 – Arnhem, 11  januari 1875) was een Duits schilder en beeldhouwer.

## Leven en werk
Ignatius Stracké werd in 1790 geboren in het Westfaalse Dorsten en werd daar gedoopt in de St.-Agathakerk. Aan de Berlijnse kunstacademie was hij leerling van hoogleraar Christian Daniel Rauch. 
Na zijn opleiding werd Stracké directeur van de Koninklijke Academie voor Kunst en Vormgeving in 's-Hertogenbosch. Door zijn werk beïnvloedde hij de kunststijl van zijn tijd. 
In 1812 huwde hij Ursula Reuter uit Dorsten, met wie hij vier zonen had: Gottfried (1813-1848), Johannes Theodor (1817-1891) en Franz (1820-1898). In 1842 verhuisde het echtpaar samen met de zonen van hun woonplaats Rees naar Arnhem. In zijn Arnhemse werkplaats vervaardigde hij vooral religieuze beelden. 
- Biografisch Portaal: 23915043
- RKD-Nederlands Instituut voor Kunstgeschiedenis: 419727